# Marek Nowakowski (aktor)

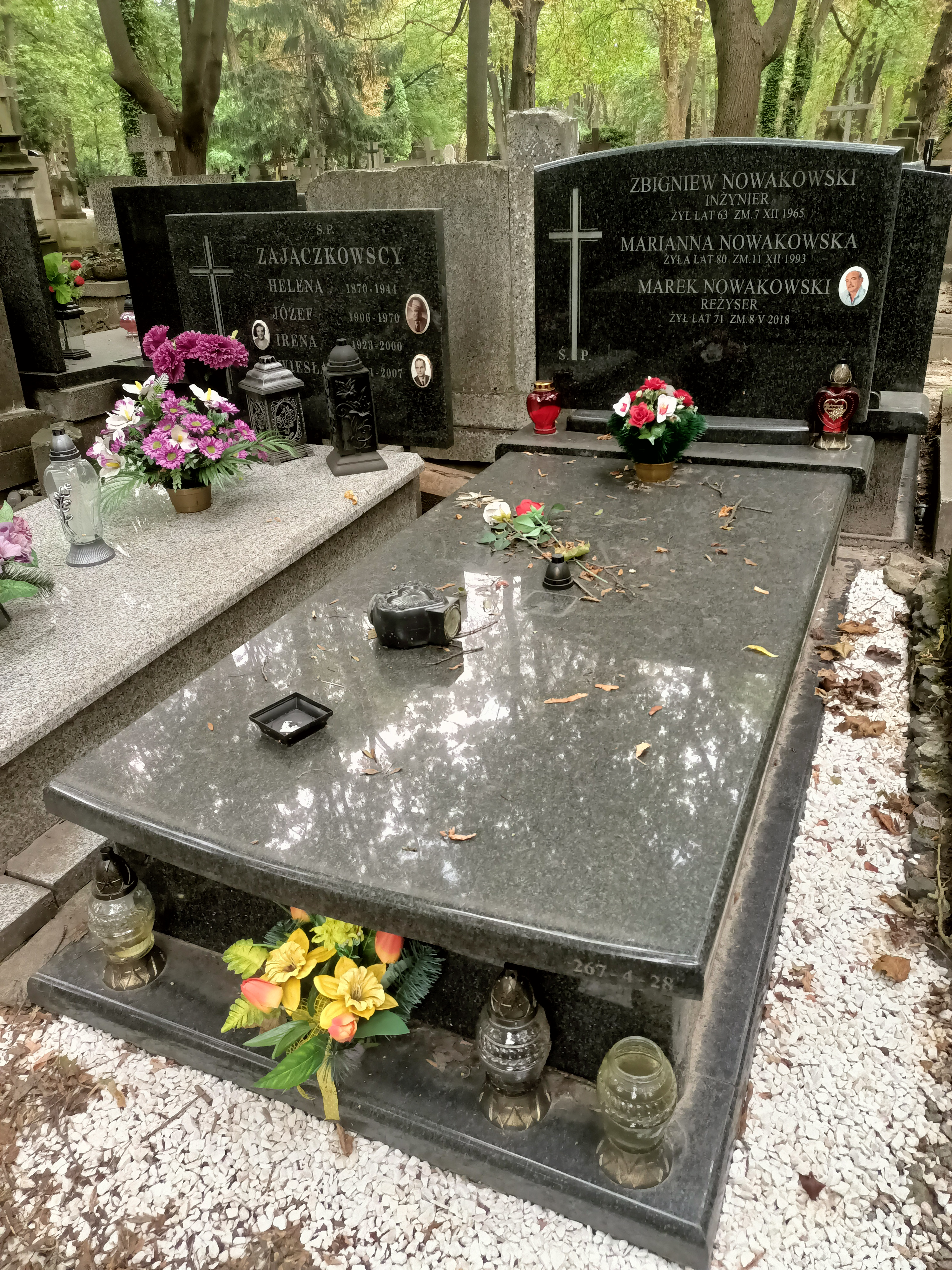
Grób Marka Nowakowskiego na Cmentarzu Powązkowskim

Marek Nowakowski (ur. 14 czerwca 1946, zm. 8 maja 2018) – polski reżyser oraz aktor telewizyjny i teatralny.

## Życiorys
4 kwietnia 1967 roku Nowakowski miał swój debiut w roli młodego Inny w „Karierze Artura Ui” Bertolta Brechta w reż. Mieczysława Górkiewicza na scenie Teatru Polskiego w Bielsku-Białej. W latach 1968–1973 występował w Teatrze im. Juliusza Osterwy w Gorzowie Wielkopolskim.
Pochowany na Starych Powązkach w Warszawie.

## II Reżyser
- 1976: Próba ognia
- 1977: Zimne ognie
- 1977: Struny
- 1977: Kapitan z „Oriona”
- 1979: Tajemnica Enigmy
- 1980: Sekret Enigmy
- 1980: Powstanie Listopadowe. 1830–1831
- 1982: Odwet
- 1982: Blisko, coraz bliżej (odc. 1, 2, 3, 5, 6, 7, 8, 9, 10)
- 1983: Niedzielne igraszki
- 1983: Nadzór
- 1983: Haracz szarego dnia
- 1984: Jonasz
- 1985: Temida (odc. Powrót po śmierć, Strzały o świcie, Sprawa Hrabiego Rottera)
- 1985: Sceny dziecięce z życia prowincji
- 1985: Dłużnicy śmierci
- 1987: Śmieciarz
- 1988: Pięć minut przed gwizdkiem
- 1992: Piękna nieznajoma
- 1994: Śmierć jak kromka chleba
- 1994: Jest jak jest (odc. 4–13)
- 1995–1998: Ekstradycja
- 1996: Nocne graffiti
- 1996: Autoportret z kochanką
- 1997: Ciemna strona Wenus
- 1999: Ostatnia misja
- 1999–2000: Czułość i kłamstwa
- 2000–2001: Na dobre i na złe (odc. 19, 65–67)
- 2000: Prymas. Trzy lata z tysiąca
- 2001: Tam i z powrotem
- 2002: Sfora
- 2002: Sfora: Bez litości
- 2004–2008: Kryminalni
- 2006: Kryminalni: Misja śląska
- 2008: Nie kłam, kochanie
- 2008: Agentki
- 2009: Randka w ciemno
- 2010: Miłość nad rozlewiskiem
- 2014: Służby specjalne
- 2014: Służby specjalne (serial)
- 2016: Pitbull. Nowe porządki
- 2016: Pitbull. Niebezpieczne kobiety
- 2017: Botoks
- 2018: Botoks

## Współpraca reżyserska
- 1971: Bicie serca
- 1972: Kwiat paproci
- 1973: Janosik
- 1974: Pójdziesz ponad sadem
- 1976: Brunet wieczorową porą
- 1992: A & B
- 1996: Tatort (w odcinku Reise in Der Tod)

## Współpraca scenariuszowa
- 1992: A & B

## Reżyseria
- 1976: Za metą start

## Filmografia
- 1973: Janosik – zbójnik Klimek (odc. 2, 5, 6)
- 1975: Dyrektorzy – robotnik (odc. 6)
- 1976: Za metą start – trener Stefan
- 1976: Próba ognia
- 1976: Brunet wieczorową porą – „czerwony kapelusz”
- 1977: Zimne ognie – aktor grający milicjanta
- 1977: Kapitan z Oriona – radiooperator
- 1978: Znaków szczególnych brak – Wincenty
- 1978: Ślad na ziemi – kierowca (odc.3)
- 1978: Do krwi ostatniej...
- 1979: Tajemnica Enigmy (odc. 7)
- 1979: Racławice. 1794
- 1979: Do krwi ostatniej
- 1980: Powstanie listopadowe. 1830–1831
- 1980: Miś – kierowca garbusa, mąż przekupki z mięsem
- 1980: Kto za? – sanitariusz
- 1981: Krótki dzień pracy – lekarz w budynku KW w Radomiu (nie występuje w napisach)
- 1981: Chłopiec – członek komisji egzaminacyjnej
- 1982: Odwet – organizator zjazdu intonujący „Prząśniczki”
- 1982: Odlot – pracownik FSM (nie występuje w napisach)
- 1982: Karczma na bagnach – Jeremiasz Korczyński „Jaremka”, żołnierz Gierałtowskiego
- 1984: Umarłem by żyć – kierowca karetki przewożący zwłoki
- 1985: Zdaniem obrony – milicjant (w odcinku pt. Starzy znajomi)
- 1985: Sceny dziecięce z życia prowincji
- 1995–1996: Ekstradycja – 2 role: kierowca komendanta policji (sezon 1, odc. 2), policjant wychodzący z magazynu druków (sezon 2, odc. 3)
- 1996: Autoportret z kochanką
- 1997: Sztos – grający w kasynie „Gruchy”
- 1997: Ciemna strona Wenus
- 2000: Prymas. Trzy lata z tysiąca
- 2001: Tam i z powrotem – tajniak w mieszkaniu Hoffmana
- 2001: Poranek kojota – opiekun tirówek
- 2002: Sfora – celnik (odc. 7, 9)
- 2002: E=mc² – policjant w pubie „Nie ma mocnych”
- 2002: Sfora: Bez litości – celnik
- 2003: Lokatorzy – elektryk (odc. 140)
- 2003: Kasia i Tomek – kierowca (sezon 3, odc. 20)
- 2004–2007: Kryminalni – 2 role: geofizyk (odc. 5), Zenon Kołodziej „Kupiec” (odc. 31, 45, 64, 65, 66, 67)
- 2007: Pitbull – brat porwanego (odc. 7)
- 2011: 1920 Bitwa Warszawska – żołnierz nawołujący rannych do walki
- 2014–2017: Ojciec Mateusz – 6 ról: przechodzień w Warszawie (odc. 157), sprzedawca samochodów (odc. 159), gospodarz (odc. 160), właściciel warsztatu (odc. 162), Ludwik Majcherek (odc. 186), starszy pan (odc. 220)

## Życie prywatne
Był ojcem aktorki Karoliny Nowakowskiej oraz mężem aktorki Jiřiny Nowakowskiej.